# Magyarsárd
Magyarsárd (románul Șardu) falu Romániában Kolozs megyében.

## Fekvése
Magyarvistától (románul Viștea) északra helyezkedik el.

## Nevének említése
1341-ben jelentkezik először oklevélben Saardpataka néven. 1353-ban Sard, Sardu, 1428-ban Saard, 1715-ben Magjar Sárd formában fordul elő. 1863-ban Sáárd, 1873-ban Sárd, 1890-ben Magyar-Sárd, 1920-ban Șard a falu neve.

## Története
A falu határában római út maradványokat találtak. A Mikola nemzetségből származó gyerőmonostori Kemény, Radó, Kabos családok birtokához tartozott.
Az egykor katolikus falu a reformáció idején felveszi az új vallást, azonban a 18. századra annyira megfogyatkoztak a hívek, hogy már csak leányegyházként működik. 1849-ben román csapatok pusztították a magyarságot, akik túlélték a vérengzést vagy elhúzódtak más falvakba, vagy elrománosodtak.
1850-ben meglehetősen színes a falu felekezeti összetétele: 595 fő görögkatolikus, 25 fő római katolikus, 19 fő református, 6 fő unitárius, 26 fő izraelita.
A falu a trianoni békeszerződésig Kolozs vármegye Nádasmenti járásához tartozott.
Az utolsó magyar földbirtokos a Halmágyi család 1944-ben menekült el és ekkor költöztek el az utolsó magyar családok is, bár 1992-ben még 3 fő magyarnak vallotta magát.
1992-re érdekesen alakult az 556 fős falu felekezeti összetétele is. 535 fő ortodox, 10 fő görögkatolikus, 2 fő római katolikus és 9 fő pünkösdista vallású.

## Látnivaló
- 1300-as években épült egykori temploma ma romosan áll. Harangja Türébe került. Az északi fal kivételével falai szinte sértetlenek. Egykori szentélye és lőrésszerű ablakai román stílusra utalnak, a kőkeretes déli bejárat viszont gótikus stílusú. Az eredetileg egyhajós templomot a reneszánsz idején mellékhajókkal toldották meg. A templomrom felmérésében Entz Géza és Debreczeni László is részt vettek. Debreczeni 1935-ben elmosódott freskórészleteket fedezett fel a meszelés alatt.
- Görögkeleti fatemploma 1752-ben épült.